# NGC 6759
NGC 6759 (również PGC 62779) – galaktyka spiralna (S), znajdująca się w gwiazdozbiorze Smoka. Została odkryta w lipcu 1865 roku przez Auguste Voigta. Niezależnie odkrył ją Lewis A. Swift 16 października 1886 roku.